# Dipsadoboa underwoodi
Dipsadoboa underwoodi är en ormart som beskrevs av Rasmussen 1993. Dipsadoboa underwoodi ingår i släktet Dipsadoboa och familjen snokar. Inga underarter finns listade i Catalogue of Life.
Arten förekommer i västra Afrika från Sierra Leone till Kamerun. Honor lägger ägg.